# پرستاری افراد کهنسال
پرستاری سالخوردگان (به انگلیسی: Nursing Older People) یک مجله علمی در زمینه پرستاری است که پژوهش‌های بالینی تا کاربردی پرستاری سالخوردگان را به صورت ماهنامه به زبان انگلیسی منتشر می‌کند.